# Rhapso
Dans la mythologie grecque, Rhapso (en grec ancien : Ῥαψώ) était une nymphe ou une déesse mineure vénérée à Athènes. Elle est connue uniquement à partir d'une inscription du IVe siècle avant notre ère, trouvée à Phalère. 

## Étymologie
Son nom dérive du verbe en grec ancien ῥάπτω signifiant "coudre" ou "piquer".

## Fonctions
Selon certains, elle est associée aux Moirai (en tant que déesse du destin) et à Ilithyie (en tant que déesse de la naissance); elle organiserait en quelque sorte le fil de la vie d'un homme, à la naissance, par une sorte de travail de couture (similaire à Clotho des Moirai). Selon d'autres, elle était peut-être une patronne de couturières.